# ألفرد هنري نويل
ألفرد هنري نويل (بالإنجليزية: Alfred Henry Noel)‏ هو سياسي أمريكي، ولد في 18 مايو 1915، وتوفي في 16 أكتوبر 2004.